# Maputo
Maputo (già Lourenço Marques) è la capitale e la maggiore città (1.114.000 ab. nel 2004) del Mozambico, principale porto sulla baia di Delagoa (Oceano Indiano). Da un punto amministrativo, la città di Maputo costituisce una provincia autonoma (la provincia di Maputo non comprende il territorio della città, e ha capoluogo Matola).

## Storia
Fondata all'inizio del XVIII secolo, la città ricevette il nome di Lourenço Marques, il commerciante portoghese che esplorò la baia nel 1544, all'epoca nota come Baía da Lagoa o Delagoa Bay (in inglese), come la città è stata a volte denominata. Nel 1895 la costruzione di una ferrovia che la collegava a Pretoria provocò un deciso aumento della popolazione. Nel 1907, Lourenço Marques diventò la capitale della colonia portoghese del Mozambico, poi, con l'indipendenza e la proclamazione della Repubblica popolare del Mozambico il 25 giugno 1975, come previsto dagli accordi di Lusaka firmato a settembre 1974, passò a essere la capitale della repubblica e il nome della città fu cambiato (nel febbraio 1976) in Maputo. Il nome di Maputo deriva da quello del fiume Maputo, che segna il confine meridionale con l'Africa del Sud ed era evocato negli slogan rivoluzionari come un simbolo dell'unità nazionale all'epoca della guerra di indipendenza, partita invece dalle province del Nord. 
Le statue degli eroi portoghesi sono state rimosse e per la maggior parte sono state conservate nelle caserme. I soldati nelle statue usano fucili russi, in sostituzione di quelli usati dai soldati portoghesi dell'esercito coloniale (sia bianchi sia neri). I nomi della maggior parte delle strade della città, una volta dedicate agli eroi del regime portoghese o a ricorrenze significative per la storia portoghese, sono stati cambiati con quelli di personaggi più vicini alla cultura locale: figure importanti per il processo di indipendenza o nomi storici pre-coloniali.

## Geografia fisica

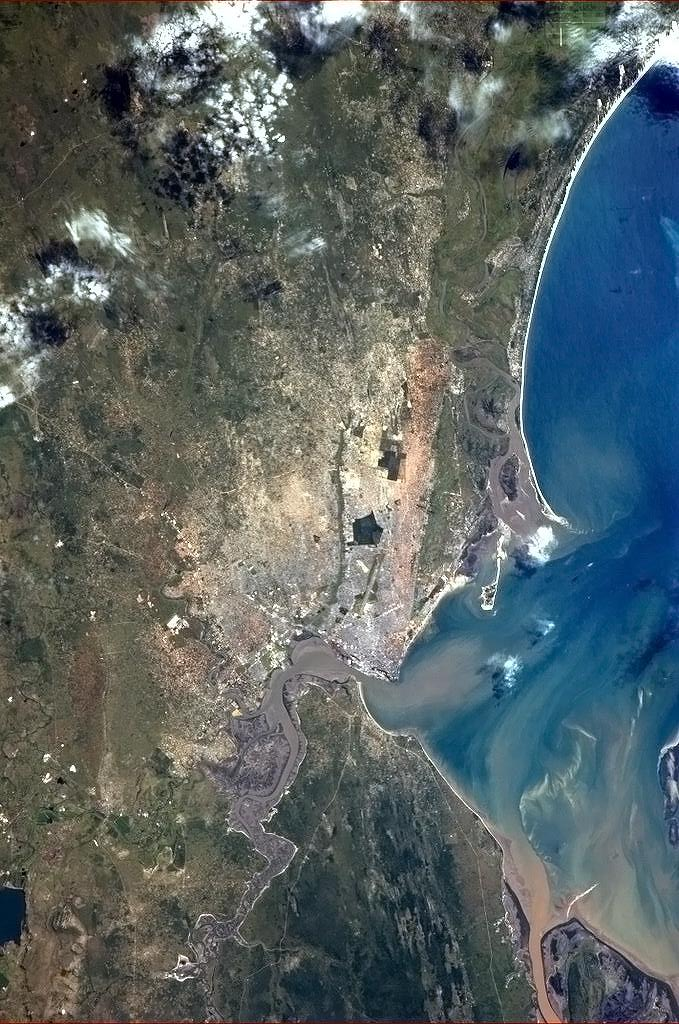
Veduta della baia di Maputo dall'ISS

Maputo sorge sulle coste dell'Oceano Indiano, nella parte occidentale della omonima baia, in prossimità dell'Estuario do Espirito Santo in cui confluiscono i fiumi Tembe, Umbeluzi, Matola e Infulene. Il porto è molto protetto, perché la baia stessa è chiusa sul lato dell'Oceano indiano dall'isola di Inhaca. La città dista 120 km dal confine con il Sudafrica e 80 km dal confine con l'eSwatini.

## Economia
La sua economia si basa sul suo moderno porto, che si trova in posizione protetta e ha acque relativamente profonde. Verso il porto di Maputo convergono tre linee ferroviarie, che garantiscono un'importante via commerciale ai prodotti della parte settentrionale dell'Africa meridionale (Pretoria e Johannesburg), dell'eSwatini e della parte meridionale dello Zimbabwe. Carbone, zucchero, cromo e pietre preziose sono le principali esportazioni. Inoltre è anche sviluppata l'industria, in particolare nel settore edile, delle ceramiche e delle calzature.

## Clima
| Maputo              | Mesi | Mesi | Mesi | Mesi | Mesi | Mesi | Mesi | Mesi | Mesi | Mesi | Mesi | Mesi | Stagioni | Stagioni | Stagioni | Stagioni | Anno |
| Maputo              | Gen  | Feb  | Mar  | Apr  | Mag  | Giu  | Lug  | Ago  | Set  | Ott  | Nov  | Dic  | Inv      | Pri      | Est      | Aut      | Anno |
| ------------------- | ---- | ---- | ---- | ---- | ---- | ---- | ---- | ---- | ---- | ---- | ---- | ---- | -------- | -------- | -------- | -------- | ---- |
| T. max. media (°C)  | 30,4 | 30,8 | 29,7 | 28,6 | 27,0 | 25,2 | 24,7 | 25,8 | 26,9 | 27,9 | 28,7 | 29,7 | 30,3     | 28,4     | 25,2     | 27,8     | 28,0 |
| T. min. media (°C)  | 21,6 | 21,6 | 20,4 | 18,6 | 15,3 | 12,9 | 12,4 | 13,7 | 15,8 | 17,6 | 19,3 | 20,4 | 21,2     | 18,1     | 13,0     | 17,6     | 17,5 |
| Precipitazioni (mm) | 160  | 132  | 91   | 55   | 28   | 17   | 19   | 15   | 38   | 63   | 75   | 88   | 380      | 174      | 51       | 176      | 781  |

## Infrastrutture e trasporti
Il 11 novembre 2018 è stato inaugurato il ponte Maputo-Catembe, che collega le due città omonime poste sulle sponde dell'Estuario do Espirito Santo. 

## Cultura

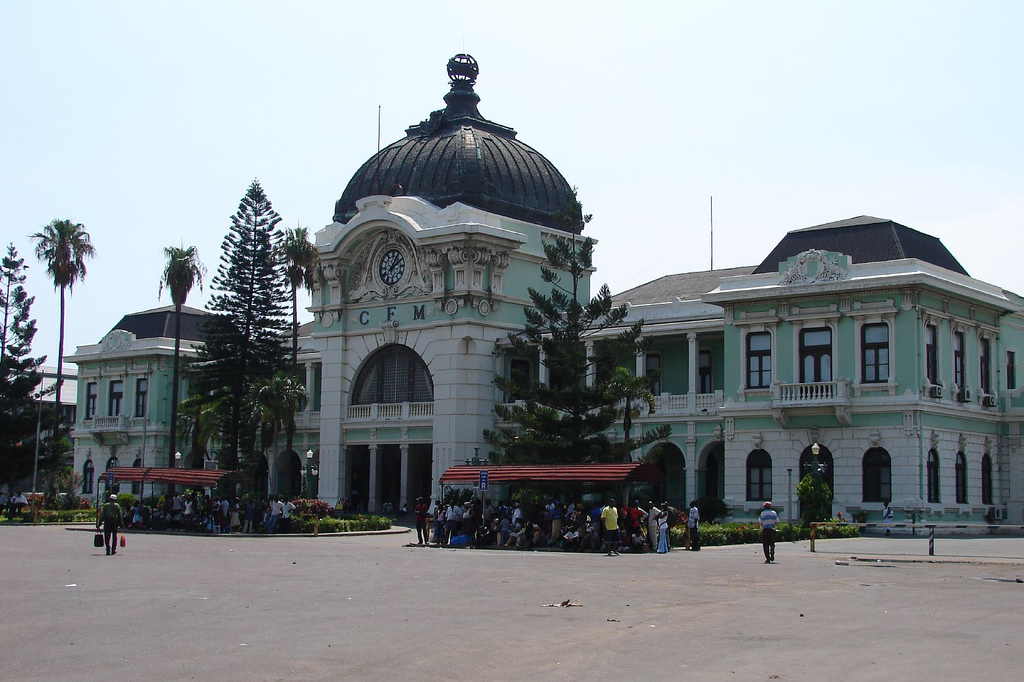
La stazione centrale di Maputo

La città è sede dell'Università Eduardo Mondlane, di un museo di storia naturale e di un museo della storia del paese. Vi si trova anche la Biblioteca nazionale del Mozambico. 

## Monumenti e luoghi di interesse
Famosa è la cattedrale di Nostra Signora di Fatima.
La stazione ferroviaria è stata progettata dagli architetti Alfredo Augusto Lisboa de Lima, Mario Veiga e Ferreira da Costa e venne costruita tra il 1913 e il 1916. L'edificio della stazione è considerato una delle opere più belle nel suo genere, è sormontato da tre cupole di cui una particolarmente grande in rame ed è stata ristrutturata di recente.
Si possono visitare l'antico forte, con i bastioni ed i vecchi cannoni, i Giardini Botanici ed il Museo d'Arte Nazionale.

## Eventi
Il 22 marzo 2007 esplode nella capitale il più grande arsenale di armi della città causando 100 morti e 450 feriti.

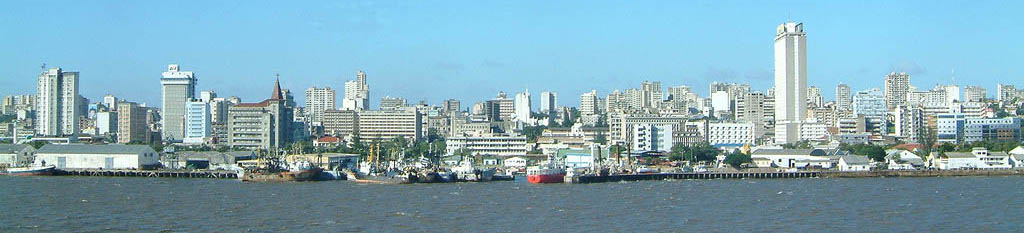
La baixa della città vista dalla baia

## Amministrazione

### Gemellaggi
Maputo è parte delle 8 città fondatrici della União das Cidades Capitais Luso-Afro-Américo-Asiáticas (in italiano Unione delle Città Capitali Lusofone Africane, Americane e Asiatiche) UCCLA.
La città è gemellata con:
- Shanghai
- Malaga
- Coimbra
- Lisbona
- Luanda
- Lagos
- Chennai
- Mbabane
- Macao
- Harare
- Rio de Janeiro
- Ubatuba
- Brasilia
- Chiba
- Tampa
- Monterrey
- Bordeaux
- Johannesburg
- Lambrugo, dal 2024